# Encyklopedie dějin Brna

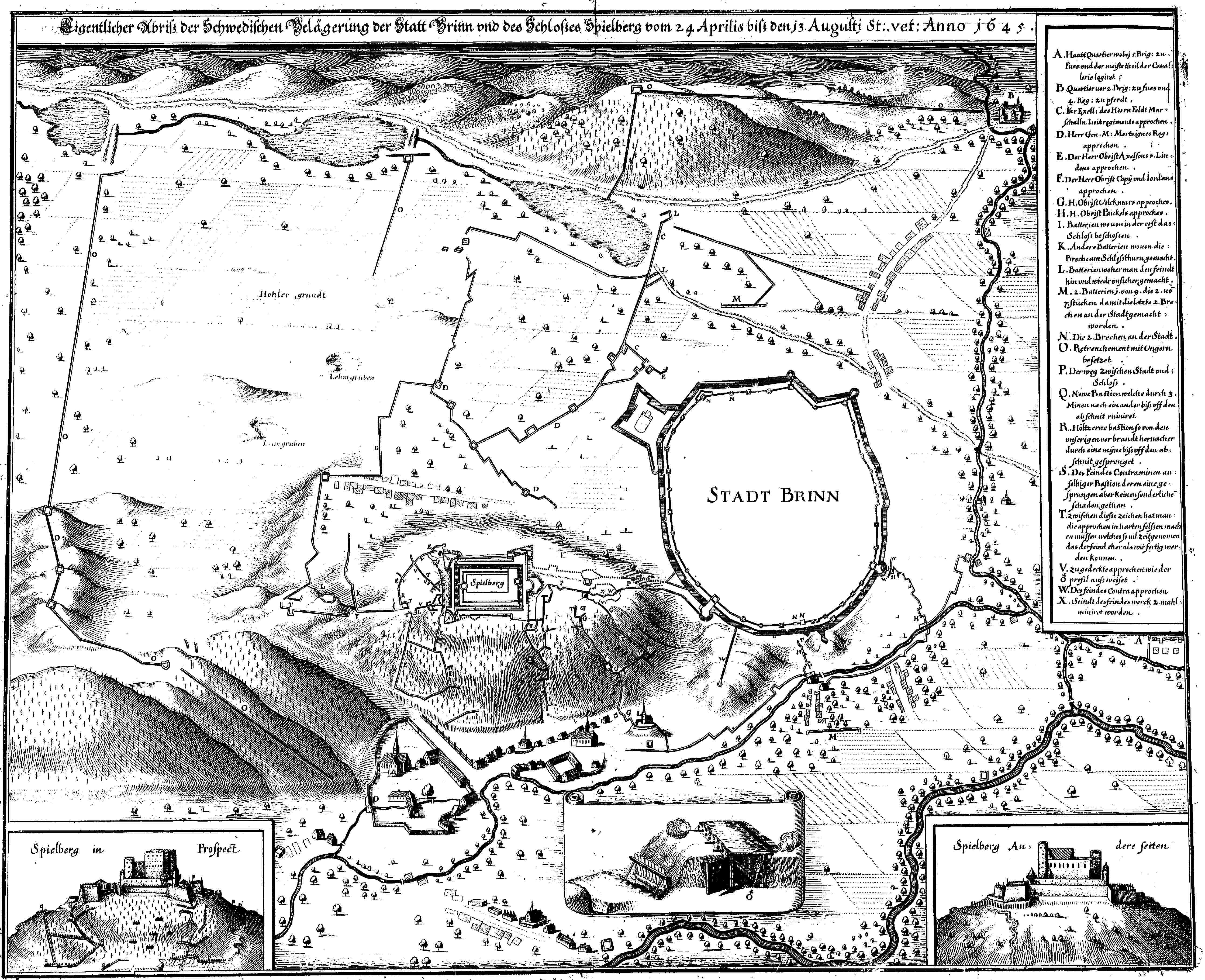
Brno v roce 1645

Encyklopedie dějin Brna je internetová encyklopedie, která zachycuje brněnské osobnosti, události, ulice, objekty, stavby, školy, fotogalerie, archeologii a literaturu.

## Historie
Webová stránka pod názvem Encyklopedie dějin města Brna byla spuštěna 12. května 2004. Vznikla z iniciativy historičky Mileny Flodrové a práce na ní započaly již v roce 2001. Po prvním roce provozu se centrum správy projektu přesunulo na Ústav archeologie a muzeologie Filozofické fakulty Masarykovy univerzity. Po 15 letech provozu obsahovala přes 67 000 hesel a více než 20 000 fotografií.
Územní odborné pracoviště Národního památkového ústavu v Brně nominovalo za encyklopedii Irenu Loskotovou na cenu Patrimonium pro futuro za rok 2024 v kategorii Prezentace a popularizace. Po 21 letech provozu v květnu 2025 získala encyklopedie novou podobu.

## Činnost a struktura
Tvoří ji dobrovolníci (získané finanční prostředky jsou určeny výhradně na úhradu odborných technických prací), spolupracuje s širokou veřejností, která pomáhá doplňovat informace, zvláště o zapomenutých nebo polozapomenutých osobnostech, objektech či událostech, které mají vztah k Brnu a okolí. Do encyklopedie jsou zařazovány i známé osobnosti, které ve městě žily jen krátkou dobu (např. Robert Musil, Berta von Suttner). 
Na budování encyklopedie spolupracují i brněnské instituce (Masarykova univerzita, knihovny, muzea, deníky a časopisy, městská policie).
Základní informační kapitoly Encyklopedie jsou:
- Osobnosti[10]
- Události[11]

Encyklopedie podává další informace v kapitolách Ulice, Objekty, Stavby a areály, Školy, Fotogalerie, Archeologie.

## Encyklopedie dalších měst
S obdobnou strukturou a cílem jsou vytvářeny encyklopedie měst:
- Břeclav[12]
- Hodonín[13]
- Jihlava[14]
- Kroměříž[15]
- Mnichov[16]
- Ostrava[17]
- Plzeň[18]
- Uherské Hradiště[19]